# 東中央 (福島市)
東中央（ひがしちゅうおう）は、福島県福島市の町丁である。東中央一丁目から三丁目で構成されている。郵便番号は960-8071。

## 地理
市の中央西地域とその西側の吾妻地域に跨り、福島市街地の西部に位置する。一丁目が中央西地域、二丁目と三丁目が吾妻地域に属する。北で西から笹木野、八島田（飛地）と、北東から東にかけ野田町と、南で南中央と、南西角で西中央と、西で北中央とそれぞれ隣接する。上町に所在する 福島警察署及び天神町に所在する福島消防署、及び上野寺に所在する福島消防署西出張所のそれぞれ管轄にあたる。域内は新興住宅地として家屋が多数整然と立ち並び、域内外周の幹線道路沿いに商業施設などが立地する。

## 歴史
1976年7月6日より行われた福島中央土地区画整理事業により西中央、南中央、北中央と共に1989年3月10日に下野寺、八島田の一部が町名地番変更され設置された。

## 世帯数と人口
2022年（令和4年）1月31日現在の世帯数と人口は以下の通りである。
| 町丁   | 世帯数  | 人口   |
| ------ | ------- | ------ |
| 東中央 | 563世帯 | 1133人 |

## 小・中学校の学区
市立小・中学校に通う場合、学区は以下の通りとなる。
| 番地                 | 小学校               | 中学校             |
| -------------------- | -------------------- | ------------------ |
| 東中央一丁目         | 福島市立三河台小学校 | 福島市立岳陽中学校 |
| 東中央二丁目・三丁目 | 福島市立野田小学校   | 福島市立野田中学校 |

## 交通

### 鉄道
- 域内北端をJR奥羽本線が通る。最寄り駅は笹木野駅である。

### 道路
- 国道13号福島西道路（域内西端）
  - 吾妻高架橋
- 福島県道310号庭坂福島線（域内北端）
  - 八島田跨線橋
- 福島市道165号中央1号線（域内南端）

### バス
福島交通路線バス
- （福島駅方面） - 下八島田 - （庭坂方面）
  - 志田
  - 運転免許センター経由庭坂
  - 長沼経由庭坂
  - 福島駅東口・バイパス経由医大
  - 福島駅東口経由大原綜合病院
- （福島駅方面） - 野田局前 - 野田中央公園 - （庭坂方面）
  - 由添団地経由庭坂
  - 福島駅西口経由大原綜合病院
  - 福島駅西口経由福島市役所前

## 施設
- 福島野田町郵便局
- 田中公園
- 福島西部病院